# Dīv Darreh
Dīv Darreh är en ort i Iran.   Den ligger i provinsen Gilan, i den norra delen av landet, 190 km nordväst om huvudstaden Teheran. Antalet invånare är 213.
Terrängen runt Dīv Darreh är platt åt nordost, men åt sydväst är den kuperad. Runt Dīv Darreh är det ganska tätbefolkat, med 134 invånare per kvadratkilometer. Närmaste större samhälle är Langarud, 13,4 km nordväst om Dīv Darreh. Trakten runt Dīv Darreh består till största delen av jordbruksmark.